# Apagomera aereiventris
Apagomera aereiventris är en skalbaggsart som först beskrevs av Friedrich F. Tippmann 1960.  Apagomera aereiventris ingår i släktet Apagomera och familjen långhorningar. Inga underarter finns listade i Catalogue of Life.